# Platostoma menthoides
Platostoma menthoides là một loài thực vật có hoa trong họ Hoa môi. Loài này được Carl Linnaeus miêu tả khoa học đầu tiên năm 1753 dưới danh pháp Ocimum menthoides. Năm 1997 A. J. Paton chuyển nó sang chi Platostoma.
Loài này là bản địa miền trung và nam Ấn Độ, Sri Lanka.